# Eugen von Miller zu Aichholz (Industrieller, 1835)
Eugen von Miller zu Aichholz (* 29. April 1835; † 27. Juli 1919 in Wien) war ein österreichischer Industrieller, Sammler und Mäzen aus der Familie Miller-Aichholz. Er war ein Sohn von Josef von Miller zu Aichholz (1797–1871) und hatte 14 Geschwister.

## Leben
Miller-Aichholz, zeitlebens ein Junggeselle, war ein Mäzen der bildenden Kunst und begründete eine Kunstsammlung, die sich hauptsächlich aus Objekten der italienischen Renaissance zusammensetzte. Er förderte junge Künstler wie beispielsweise Ludwig Kasper und war mit Künstlern wie Rudolf von Alt sowie August von Pettenkofen eng befreundet. Miller-Aichholz regte den Bau des Georg-Raphael-Donner-Denkmals sowie den Bau der Anlage des Minvervagbrunnens an. Er wurde am Meidlinger Friedhof bestattet.
Im 4. Wiener Gemeindebezirk Wieden ließ er von 1877 bis 1880 das Palais Miller-Aichholz errichten. Das Treppenhaus war mit fünf der bedeutendsten Frühkolossalgemälde Giovanni Battista Tiepolos ausgestattet. 1919 wurde es verkauft, 1961 abgerissen.